# 金湖乡
金湖乡，是中华人民共和国江西省九江市共青城市下辖的一个乡镇级行政单位。

## 行政区划
金湖乡下辖以下地区：
黄桥村、和平村、江流村、大塘村、固村、凤凰村、五合村和金湖水产场生活区。